# Kasten bei Böheimkirchen
Kasten bei Böheimkirchen osztrák község Alsó-Ausztria St. Pölten-i járásában. 2024 januárjában 1440 lakosa volt. 

## Elhelyezkedése

Kasten bei Böheimkirchen a Sankt Pölten-i járásban

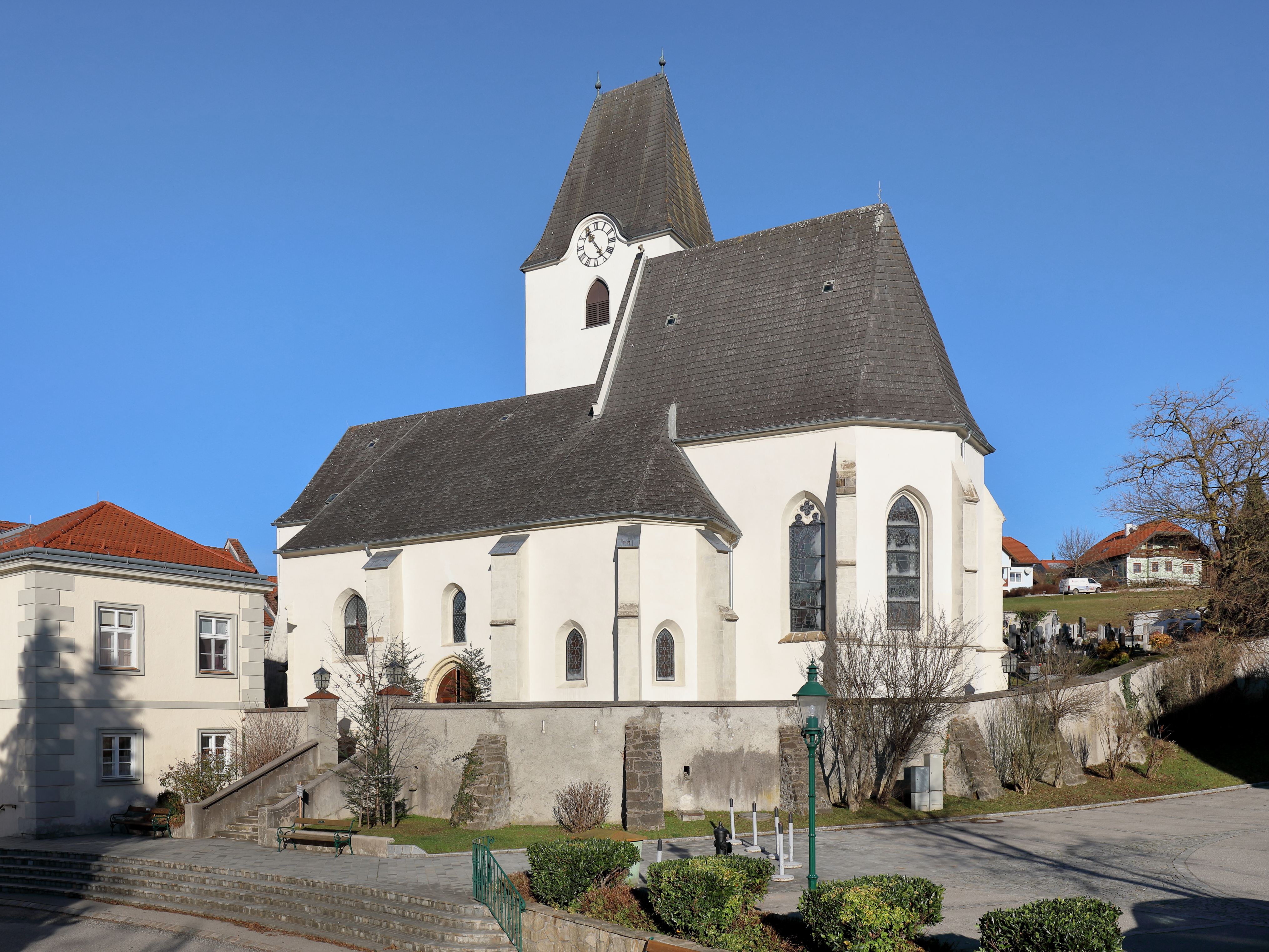
A Szt. Mór-plébániatemplom

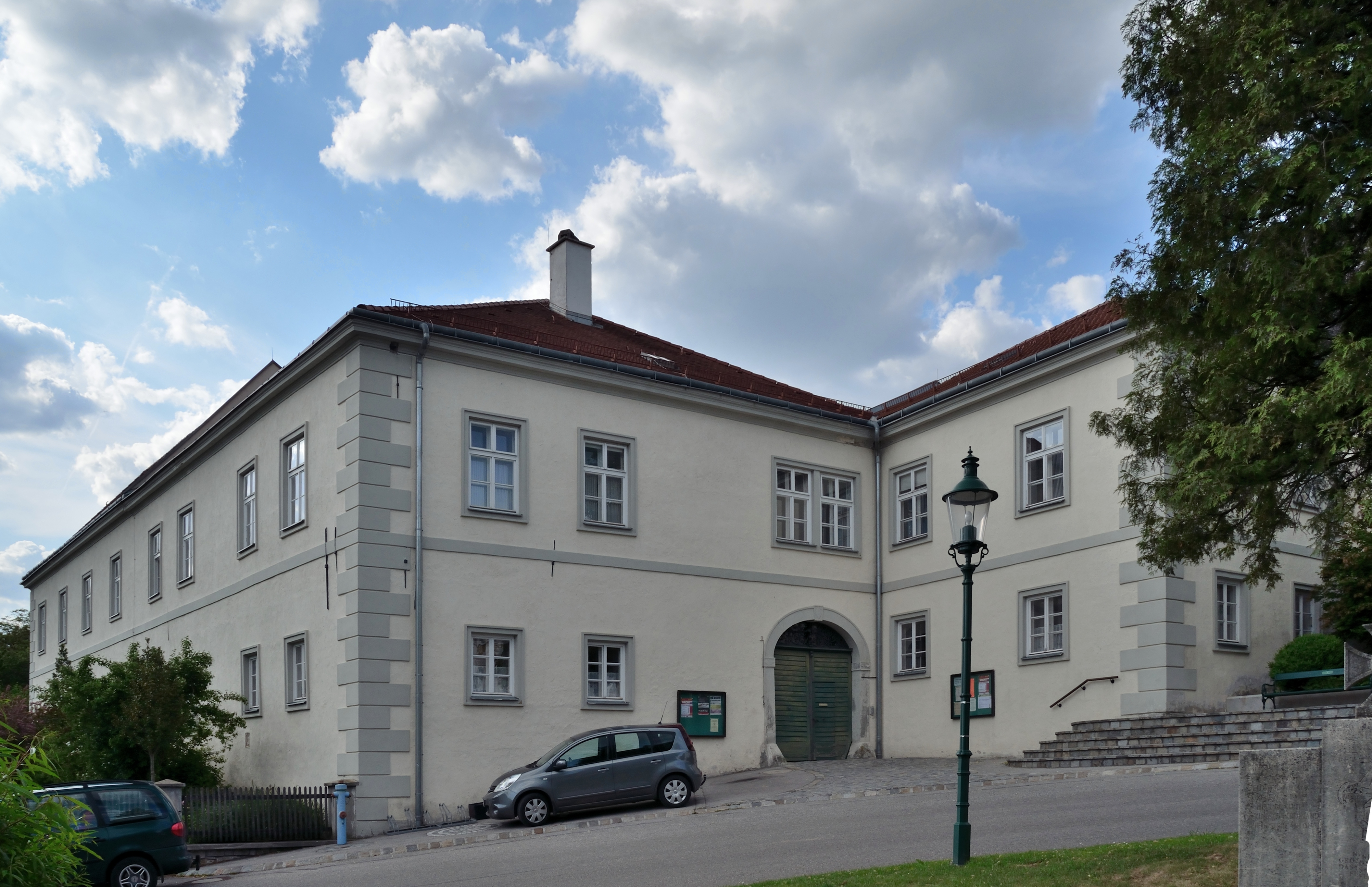
A plébánia

Kasten bei Böheimkirchen a tartomány Mostviertel régiójában fekszik, a Bécsi-erdőtől nyugatra, a Stössingbach folyó mentén. Területének 39,1%-a erdő, 53,1% áll mezőgazdasági művelés alatt. Az önkormányzat 17 települést egyesít: Baumgarten bei Kasten (67 lakos 2024-ben), Berg (23), Braunsberg (2), Damberg (12), Dörfl bei Kasten (76), Fahrafeld (228), Gwörth (20), Hummelberg bei Kasten (10), Kasten bei Böheimkirchen (478), Kirchsteig (30), Kronberg (18), Lanzendorf bei Kasten (46), Lielach (13), Mitterfeld (255), Stallbach (78), Steinabruck (84) és Wallenreith (0).
A környező önkormányzatok: északkeletre Kirchstetten, délkeletre Stössing, délnyugatra Michelbach, nyugatra Pyhra, északnyugatra Böheimkirchen.

## Története
A Kastent 1157-ben említik először egy bizonyos Ulschalk von Kasten nevében. 1265-tól önálló egyházközség. A falu a waldi uradalomhoz tartozott, de Otto von Wald 1366-ban eladta birtokait a St. Pölten-i apátságnak. A törökök Bécs 1529-es és 1683-as, valamint Kőszeg 1532-es ostromakor is feldúlták a vidéket, köztük Kastent is, legyilkolták és elhurcolták a lakosságot, felgyújtották a falvakat. 
A napóleoni háborúk során a franciák kétszer is megszállták a falut. Kasten községi önkormányzata az 1848-as forradalmat követő közigazgatási reform után alakulhatott meg. 1871-ben kapott postahivatalt, két évvel később megalakult az önkéntes tűzoltóegylet. Az első világháborúban 46, a másodikban 48 (illetve 15-en eltűntek) kasteni veszett oda.  
1972-ben Kasten és Stössing községek egyesültek, de 1988-ban Stössing ismét különvált.  

## Lakosság
A Kasten bei Böheimkirchen-i önkormányzat területén 2024 januárjában 1440 fő élt. Lakosságszáma 1981 óta gyarapodó tendenciát mutat. 2022-ben az ittlakók 95,3%-a volt osztrák állampolgár; a külföldiek közül 1,4% a régi (2004 előtti), 1,7% az új EU-tagállamokból érkezett. 0,3% a volt Jugoszlávia (Horvátország és Szlovénia kivételével) vagy Törökország; 1,3% egyéb ország polgára volt. 2001-ben a lakosok 90,5%-a római katolikusnak, 2,7% evangélikusnak, 0,2% ortodoxnak, 1,5% mohamedánnak, 4,4% pedig felekezeten kívülinek vallotta magát. Ugyanekkor egy magyar élt a községben; a legnagyobb nemzetiségi csoportot a németek (97,3%) mellett a horvátok alkották 0,9%-kal. 
A népesség változása:

| 2016 | 1 385 |
| 2018 | 1 409 |

## Látnivalók
- a Szt. Mór-plébániatemplom
- a 16. századi (18. sz.-ban újjáépült) plébánia

## Fordítás
- Ez a szócikk részben vagy egészben  a   Kasten bei Böheimkirchen című német Wikipédia-szócikk ezen változatának fordításán alapul.  Az eredeti cikk szerkesztőit annak laptörténete sorolja fel. Ez a jelzés csupán a megfogalmazás eredetét és a szerzői jogokat jelzi, nem szolgál a cikkben szereplő információk forrásmegjelöléseként.